# بریجرتون
بریجرتون (به انگلیسی: Bridgerton) مینی سریال تلویزیون اینترنتی درام تاریخی ساختهٔ کریس ون دوسن با تهیه کنندگی شاندا رایمز است. فصل اول این سریال به پربیننده‌ترین سریال نتفلیکس تبدیل شده بود که مجموعه بازی مرکب این رکورد را شکست.

## خلاصه
هشت خواهر و برادر خانواده قدرتمند بریجرتون شامل: آنتونی، بندیکت، کالین، دفنی، الویس، فرنچسکا، گرِگری و هایاسنت در دوره نیابت سلطنت، در جامعه لندن در جستجوی عشق هستند درحالی که توسط دوستان و رقبای خود محاصره شده‌اند...

## شخصیت‌ها
- روپرت اوانس در نقش ادموند بریجرتون؛ ۸مین وایکَنت(لقب اشرافی)؛ پدر خانواده
- روث گمل در نقش وایولت بریجرتون؛ مادر خانواده
- جاناتان بیلی در نقش آنتونی بریجرتون؛ ۹مین وایکنت؛ پسر اول
- لوک تامپسون در نقش بندیکت بریجرتون؛ پسر دوم
- لوک نیوتن در نقش کالین بریجرتون؛ پسر سوم
- فیبی داینور در نقش دَفنی بریجرتون؛ دختر اول
- کلودیا جسی در نقش اِلُ ایس بریجرتون؛ دختر دوم
- هانا دد در نقش فرنچسکا بریجرتون؛ دختر سوم
- ویل تیلستون در نقش گرِگری بریجرتون؛ پسر چهارم
- فلورنس هانت در نقش هایاسنت بریجرتون؛ دختر چهارم
- رگی-ژان پیج در نقش سایمون بست، دوک ِ هستینگز